# Lithiumborsilicid
Lithiumborsilicid ist eine chemische Verbindung aus Lithium, Silicium und Bor mit der Summenformel LiBSi2. Das Material wurde im Jahr 2013 an der TU München in Zusammenarbeit mit der Fakultät für Physik der Universität Augsburg, dem Department of Materials and Environmental Chemistry der Universität Stockholm und dem Hochdrucklabor des Departments of Chemistry and Biochemistry der Arizona State University entwickelt und hergestellt. Die neuartige Topologie des B-Si-Netzwerkes wurde nach der Technischen Universität München tum genannt.

## Herstellung
Für die Synthese werden Lithiumborid und Silicium bei einem Druck von 100.000 Atmosphären bzw. 10 Gigapascal und Temperaturen um 900 °C zur Reaktion gebracht.

## Eigenschaften
Vergleichbar mit den Kohlenstoff-Atomen in einem Diamanten sind die Bor- und Silicium-Atome im Lithiumborsilicid (LiBSi2) tetraederförmig miteinander verbunden. Zusätzlich werden jedoch weitere Kanäle ausgebildet, die es ermöglichen Lithium ein- und wieder auszulagern.
Lithiumborsilicid ist gegenüber Luft und Feuchtigkeit stabil und widersteht auch Temperaturen bis zu 800 °C.

## Verwendung
Das Material wurde als alternatives und leistungsstärkeres Material einer Anode von Lithium-Ionen-Akkumulatoren entwickelt. Die Verwendbarkeit wird zum gegenwärtigen Zeitpunkt näher untersucht. Theoretisch lässt sich durch die Verbesserung der Anode die Energiedichte eines Lithium-Ionen-Akkumulators um bis zu 25 Prozent steigern.